# Palisa (Mondkrater)
Palisa ist ein Einschlagkrater auf der Mondvorderseite am östlichen Rand des Mare Cognitum, westlich des Kraters Ptolemaeus und östlich von Davy.
Der Krater ist stark erodiert, das ebene Innere öffnet sich im Süden zur Kraterebene von Davy Y.
| Buchstabe | Position         | Durchmesser | Link |
| --------- | ---------------- | ----------- | ---- |
| A         | 9,06° S, 6,79° W | 4 km        |      |
| C         | 7,73° S, 6,52° W | 8 km        |      |
| D         | 8,69° S, 6,96° W | 7 km        |      |
| E         | 8,48° S, 5,77° W | 20 km       |      |
| P         | 9,7° S, 7,42° W  | 4 km        |      |
| T         | 8,27° S, 8,28° W | 12 km       |      |
| W         | 9,1° S, 6,38° W  | 4 km        |      |

Der Krater wurde 1935 von der IAU nach dem österreichischen Astronomen Johann Palisa offiziell benannt.